# Międzynarodowy Motocyklowy Rajd Katyński

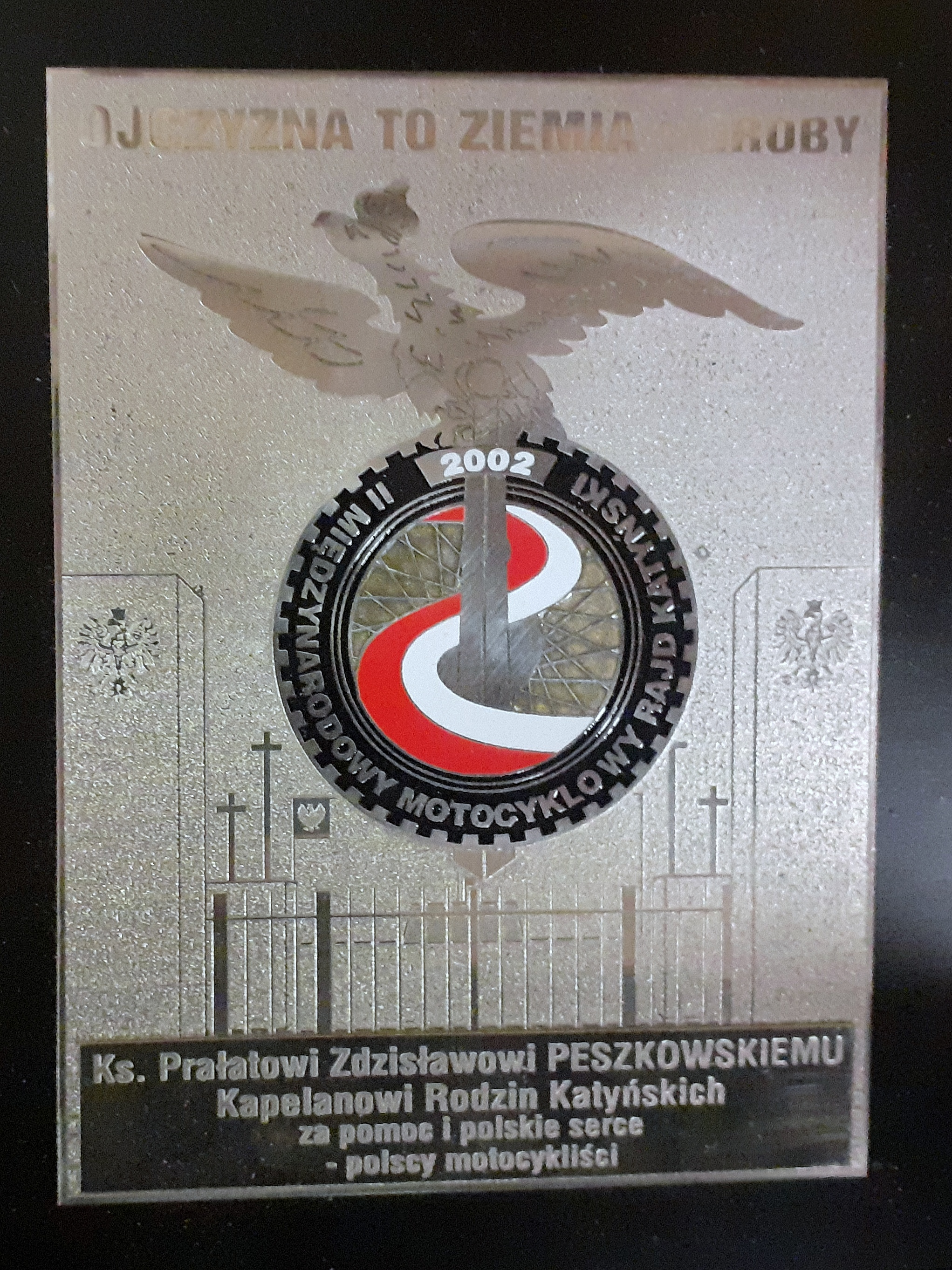
Wyróżnienie z okazji II edycji MMRK przyznane ks. Zdzisławowi Peszkowskiemu

Międzynarodowy Motocyklowy Rajd Katyński – rajd motocyklowy organizowany od 2001 roku przez stowarzyszenie o tej samej nazwie.

## Działalność

### Rajd
Celem rajdu jest odwiedzenie miejsc związanych ze zbrodnią katyńską i historią Polski na Kresach Wschodnich, kontakt z Polakami mieszkającymi na tych terenach, działalność charytatywna i rozwój kontaktów międzynarodowych.

### Zlot Gwiaździsty
Rajd Katyński jest też od roku 2004organizatorem Zlotu Gwiaździstego na Jasnej Górze, będącego największym niekomercyjnym zlotem w Europie. Na zlocie co roku motocykliści z Polski i zagranicy rozpoczynają sezon od Mszy świętej i zawierzenia się w opiekę Królowej Polski.

### Historia
Pomysłodawcą i twórcą rajdu jest Wiktor Węgrzyn który w 2000 roku zaproponował wyprawę motocyklową do miejsc związanych ze zbrodnią katyńską.
W pierwszym rajdzie, który odbył się w 2001 roku, wzięło udział ok. 50 motocyklistów; w 2009 roku uczestniczyło w nim ponad 100 osób. Trasa rajdu w każdym roku jest nieco inna, lecz zawsze obejmuje miejsca związane ze zbrodnią katyńską: Charków, Katyń i Miednoje. W 2009 roku trasa IX Międzynarodowego Motocyklowego Rajdu Katyńskiego przebiegała następująco:
Warszawa – Żółkiew – Włodzimierz Wołyński – Lwów – Olesko – Zbaraż – Krzemieniec – Huta Pieniacka – Żytomierz – Berdyczów – Kijów – Charków – Orzeł – Moskwa – Katyń – Miednoje – Sankt Petersburg – Dorpat – Kircholm – Wilno – Soleczniki – Koniuchy – Kopciowo – Suchowola – Sokółka – Warszawa.
W uroczystych otwarciach Międzynarodowego Motocyklowego Rajdu Katyńskiego, odbywających się przed Grobem Nieznanego Żołnierza w Warszawie, uczestniczą m.in. przedstawiciele Straży Granicznej, Policji i Wojska. Rajd, w którym biorą udział głównie motocykle ciężkie, wywołuje zainteresowanie mediów krajów, przez które przejeżdża (Polska, Ukraina, Rosja, Litwa, Łotwa, Estonia); w 2009 roku w Moskwie i Sankt Petersburgu do polskich uczestników rajdu dołączyli motocykliści rosyjscy.

### Finansowanie
W niektórych latach Międzynarodowy Motocyklowy Rajd Katyński otrzymywał dofinansowanie z MON. W 2011 roku XI Międzynarodowy Motocyklowy Rajd Katyński został objęty patronatem medialnym przez Program I Polskiego Radia, które relacjonowało jego przebieg.

### Odznaczenia
W 2008 r. Międzynarodowy Motocyklowy Rajd Katyński otrzymał Medalion Pieta Miednoje 1940, przyznany przez Warszawskie Stowarzyszenie Rodzina Policyjna 1939 roku. W 2010 Międzynarodowy Motocyklowy Rajd Katyński otrzymał odznaczenie Polonia Mater Nostra Est, nadawane przez Społeczną Fundację Pamięci Narodu Polskiego.

## Kontrowersje
W 2015 r. Międzynarodowy Motocyklowy Rajd Katyński skrytykował rząd za zakaz wjazdu nałożony na Nocne Wilki, mówiąc, iż dwa rajdy tego klubu motocyklowego miały miejsce wcześniej, oraz zadeklarowali zapalenie świec w imieniu Nocnych Wilków na grobach żołnierzy Armii Czerwonej, pomimo protestów ze strony rodzin ofiar zbrodni katyńskiej. Z tego powodu część rodzin ofiar zbrodni katyńskiej, m.in. Katarzyna Gadawska z Zarządu Kieleckich Rodzin Katyńskich, oświadczyła, że nie chcą być one utożsamiane z rajdem.